# Mata de Caña, Oaxaca
Mata de Caña är en ort i Mexiko.   Den ligger i kommunen San Juan Bautista Tuxtepec och delstaten Oaxaca, i den sydöstra delen av landet, 400 km öster om huvudstaden Mexico City. Mata de Caña ligger 58 meter över havet och antalet invånare är 746.
Terrängen runt Mata de Caña är huvudsakligen platt, men söderut är den kuperad. Terrängen runt Mata de Caña sluttar norrut. Runt Mata de Caña är det ganska tätbefolkat, med 139 invånare per kvadratkilometer. Närmaste större samhälle är Tuxtepec, 6,3 km norr om Mata de Caña. Omgivningarna runt Mata de Caña är en mosaik av jordbruksmark och naturlig växtlighet.